# József Rippl-Rónai
József Rippl-Rónai (23 de mayo de 1861 – 25 de noviembre de 1927) fue un pintor húngaro que desarrolló un estilo cercano al posimpresionismo y al fovismo. Se conocen sobre todo sus escenas domésticas y los retratos que hizo sobre todo de las mujeres en su alrededor.

## Biografía
Nació en la ciudad de Kaposvár. Después de sus estudios de secundaria acudió a Budapest, donde se graduó en farmacología. En 1884 viajó a Múnich para estudiar la pintura en la Academia de Bellas Artes. Dos años más tarde obtuvo una beca que le permitió trasladarse a París y estudiar con Munkácsy, el más importante de los pintores realistas húngaros. En 1888 conoció a los miembros del grupo Les Nabis y bajo su influencia pintó su primera obra importante, La taberna en Pont-Aven, un trabajo de hondo sentimiento, notable por su oscura atmósfera. Su primer gran éxito le llegó en París con el cuadro Mi abuela (1894). También pintó un retrato de la pianista y compositora húngara Zdenka Ticharich (1921).
Más tarde regresó a Hungría, donde encontró inicialmente una recepción tibia por parte de los críticos, pero con el tiempo logró un enorme éxito gracias a su exposición titulada "Rippl-Rónai Impresiones 1890-1900". Creía que en un artista lo importante no era sólo la obra que producía, sino también su modus vivendi general, lo que incluía también hasta el tipo de ropas que llevaba. Así que se interesó por el diseño, lo que llevó a encargos como la decoración del palacio de Andrássy, y una ventana de vidriera en el museo Ernst (ambos en Budapest). Entre 1911 y 1913 sus exposiciones en Fráncfort del Meno, Múnich y Viena tuvieron un gran éxito. Su última gran obra, un retrato de su amiga Zorka, la pintó en 1919, y en 1927 falleció en su casa, la Villa Róna en Kaposvár.

## Obras

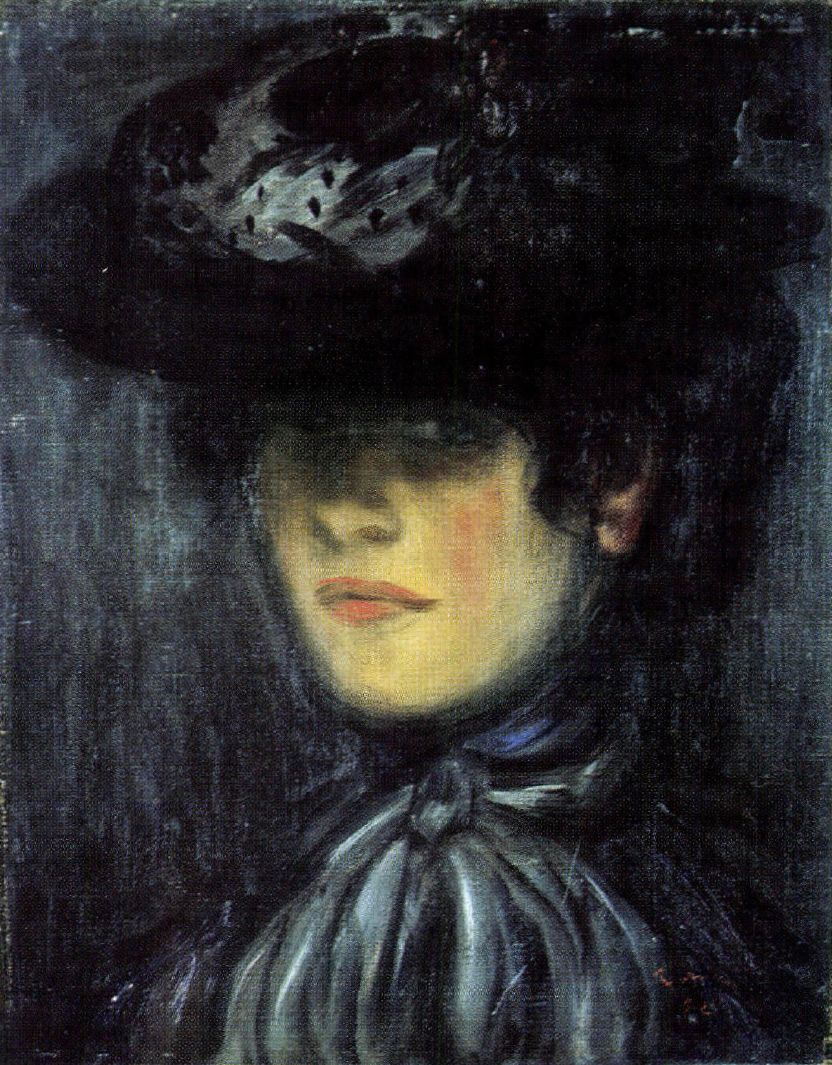
Retrato de una española (Claudine) (1892)
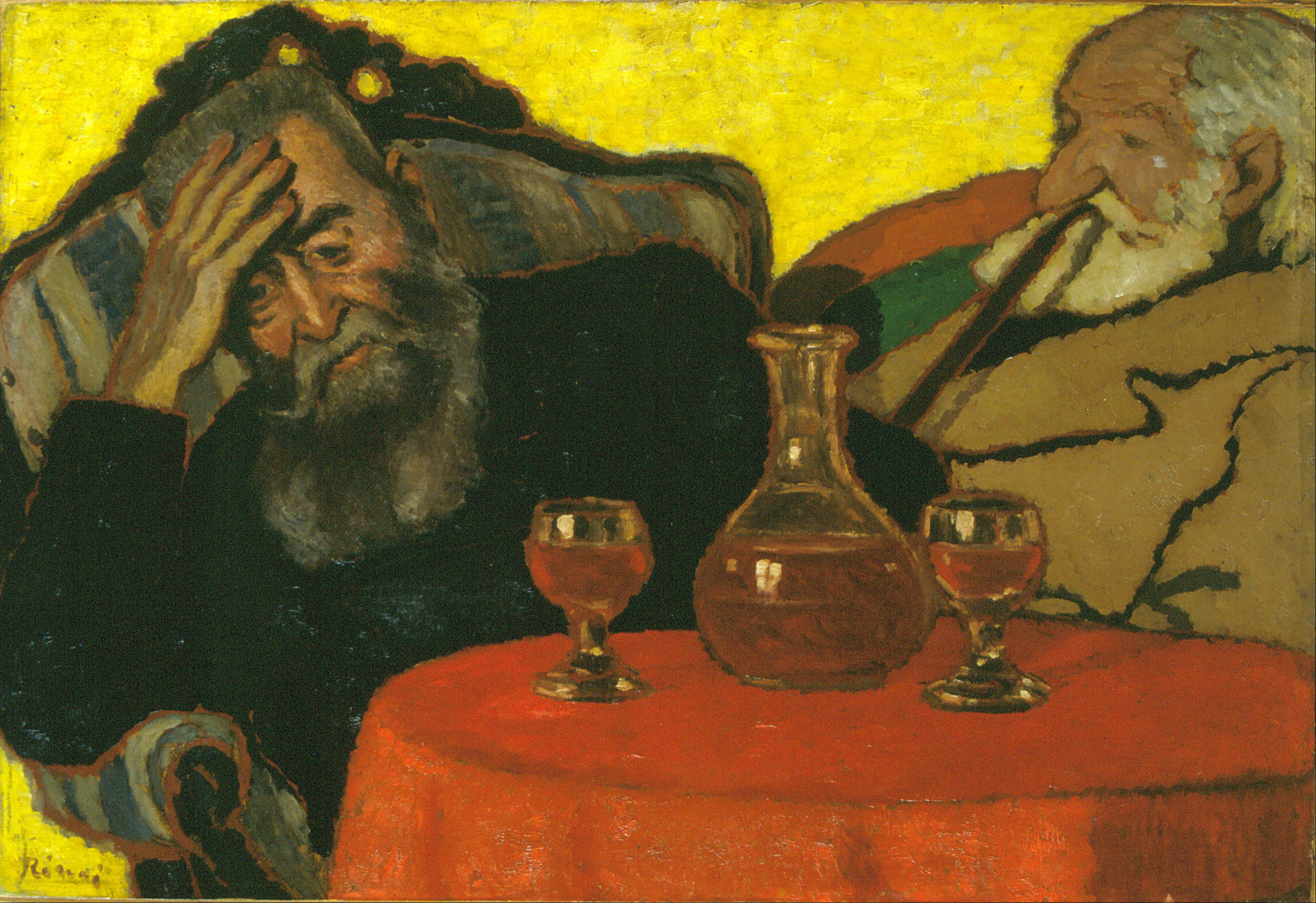
Mi padre y el tío Piacsek con vino tinto (1907)
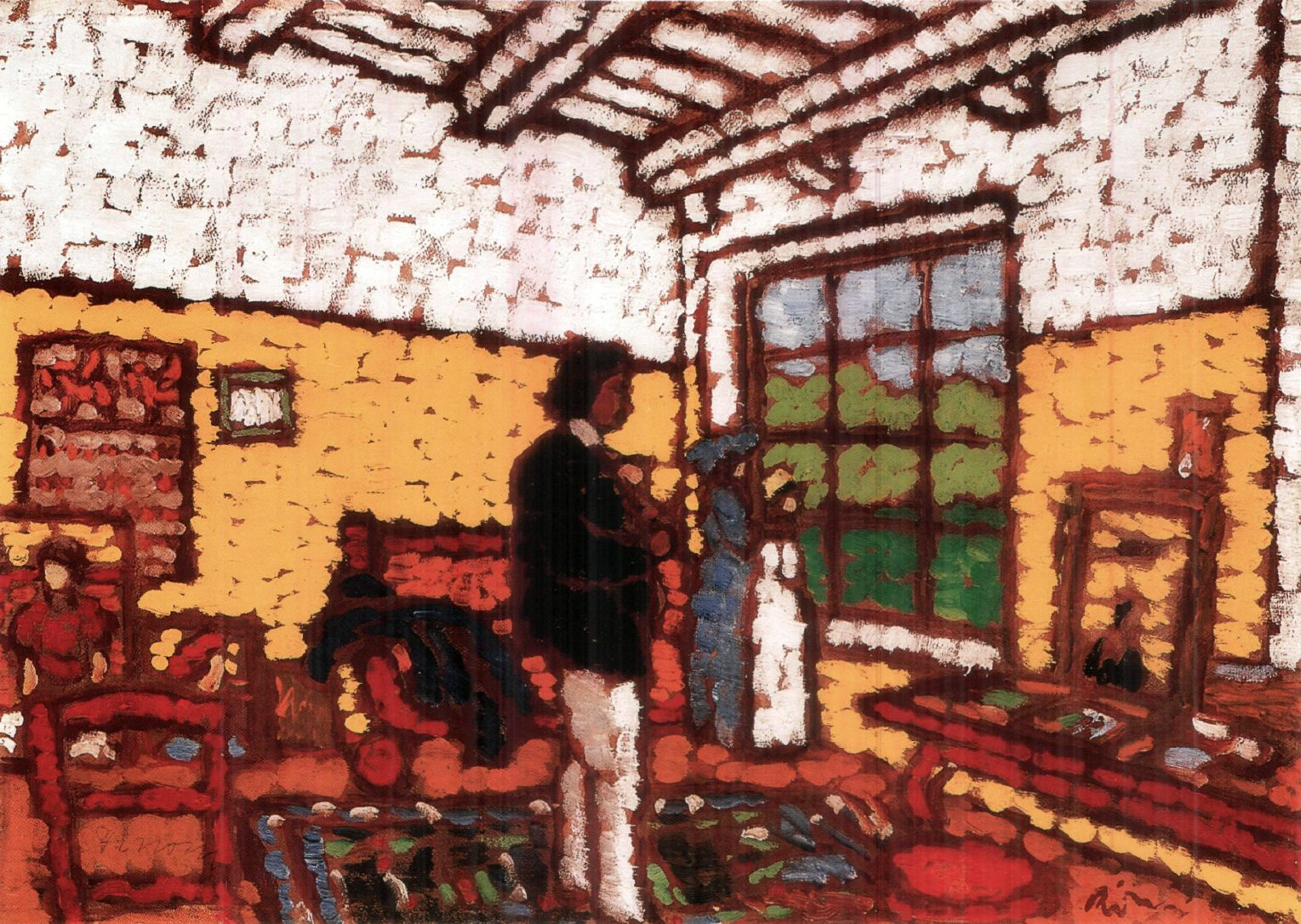
Taller en Kaposvár (1911)
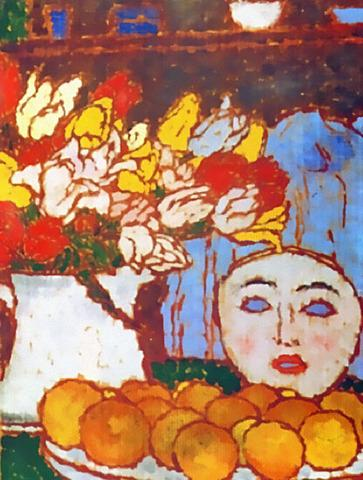
Bodegón con máscara (1910)